# آب‌باریکی
آب‌باریکی (کوهدشت)، روستایی از توابع بخش مرکزی شهرستان کوهدشت در استان لرستان ایران است.
این روستا در کیلومتر ۳ جاده کوهدشت به خرم آباد واقع شده‌است.موقعیت استراتژیک و عملیات راه‌سازی (عریص شدن جاده) در آن باعث شده که در چند سال اخیر پیشرفت زیادی بکند.سوپر مارکت ، جوشکاری و آهنگری،تریلی سازی،مصالح فروشی،کارواش و...کسب کارهایی هستند،که در این روستا باعث اشتغال جوانان و مردم این روستا شده‌است..البته مردم این روستا نیز همانند روستاهای دیگر از نعمت زمین کشاورزی برخوردار بوده و تعداد زیادی از آنان به کشاورزی می پردازند.

## جمعیت
این روستا در دهستان کوه دشت جنوبی قرار دارد و براساس سرشماری مرکز آمار ایران در سال ۱۳۸۵، جمعیت آن ۱٬۶۴۸ نفر (۳۵۸خانوار) بوده‌است.